# Thirmida dimidiata
Thirmida dimidiata är en fjärilsart som beskrevs av Walker 1854. Thirmida dimidiata ingår i släktet Thirmida och familjen tandspinnare. Inga underarter finns listade i Catalogue of Life.